# Młodzi Progresywni
Młodzi Progresywni (słow.: Mladí progresívci, MP) – socjalliberalna organizacja młodzieżowa Progresywnej Słowacji. 

## Historia
Młodzi Progresywni zostali założeni w 2018 roku. Od marca 2019 organizacja jest stowarzyszonym członkiem LYMEC.